# PRETTY×CATION2
《PRETTY×CATION2》（全名：PRETTY×CATION2 I wish I could be with you forever.）是日本AKABEiSOFT2公司的旗下品牌hibiki works在2015年4月24日發售的成人遊戲。CATION系列的第四作。

## 遊戲系統
從本作開始採用E-mote來增強角色的演出效果。
ラブリーコール系統
玩家可以根據主角的名字選擇不同的預設暱稱，女主角在關係親密時會根據念出玩家所選擇的暱稱。
趣味同調系統
遊戲除了ADV模式也有SLG模式，玩家每回合可以選澤兩次收集不同道具來提升主角的能力值。部分能力值會影響特定劇情。
APPEND LIFE系統
遊戲官方網站在遊戲發售一年內每月固定開放下載各女主角的追加劇情。另外發售的角色生日歌曲專輯也有收錄女主角的生日劇情。

## 角色
姫川穂波（聲：藤森ゆき奈）
生日：11月9日（天蠍座）　血型：A型　身高：157cm　 三圍：B83/W54/H84
佐濃谷學園2年B組的學生，男主角的同學。擅長讀書，有時間就會去閱讀也有時會讀到忘記時間。從小時後就在母親經營的花店幫忙。
芦屋鈴鹿（聲：まのめるか）
生日：3月18日（雙魚座）　血型：B型　身高：160cm　三圍：B91/W55/H81
山江学園3年A組的學生，Cafe Lakeside的服務生。
倉敷梓（聲：八尋まみ）
生日：9月24日（天秤座）　血型：O型　身高：150cm　 三圍：B75/W51/H77
佐濃谷學園1年A組的學生。沉默寡言不擅長與別人交際，兩年前從城市搬到這小鎮但直到現在還是無法適應這裡生活。雙親工作晚歸因為不擅長做料理所以三餐大多是在外吃。
早瀬千歳（聲：雪村とあ）
生日：6月26日（巨蟹座）　血液型：O型　身高：163cm　 三圍：B88/W57/H87
佐濃谷學園的生物老師。在小時後就喜歡動植物常常來到山中遊玩，也因此在大學時選擇就讀生物科系。擅長做家事，特別是料理部分。

## 主題曲
OP「ハツコイ///ストライプ」
作詞：桃井はるこ　作曲：桃井はるこ　編曲：上野浩司　歌手：アフィリア･サーガ
姫川穂波ED「虹色のワンシーン」
作詞/作曲/編曲：西坂恭平　歌：姫川穂波（藤森ゆき奈）
芦屋鈴鹿ED「Sweet Kiss」
作詞/作曲/編曲：西坂恭平　歌：芦屋鈴鹿（まのめるか）
倉敷梓ED「Gift」
作詞/作曲/編曲：西坂恭平　歌：倉敷梓（八尋まみ）
早瀬千歳ED「純白のRing」
作詞/作曲/編曲：西坂恭平　歌：早瀬千歳（雪村とあ）

## 工作人員
- 原畫：浅海朝美[4]
- SD原畫：れとまクロ
- 劇本：一之瀬城、黒曜石
- 音樂：miyaji
- 影片：KIZAWA Studio

## OVA
《PRETTY×CATION2 THE ANIMATION》由PinkPineapple在2016年發售的成人動畫。

### 各話列表
| 話數 | 副標題 | 發售日         |
| ---- | ------ | -------------- |
| ＃1  |        | 2016年11月26日 |
| ＃2  |        | 2017年1月27日  |

### 工作人員
- 原作：PRETTY×CATION2（hibiki works）[6]
- 監督：雷火劍
- 劇本：森だきに
- 分鏡：どしだ友昭
- 角色設計：鈴木貴人
- 演出：寺野龍
- 作畫監督：團千壽馬
- 音樂監督：神戶港一RX
- 動畫製作：T-REX
- 製作：PinkPineapple

## CD
- PRETTY×CATION2 ORIGINAL SOUNDTRACK

發售日：2015年4月22日　發售：5pb.Records
- PRETTY×CATION2 ラブラブバースデーコレクション vol.1 －早瀬千歳－

發售日：2015年6月26日　發售：hibiki works
- PRETTY×CATION2 ラブラブバースデーコレクション vol.2 －倉敷梓－

發售日：2015年9月24日　發售：hibiki works
- PRETTY×CATION2 ラブラブバースデーコレクション vol.3 －姫川穂波－

發售日：2015年11月9日　發售：hibiki works
- PRETTY×CATION2 ラブラブバースデーコレクション vol.4 －芦屋鈴鹿－

發售日：2016年3月18日　發售：hibiki works

## 評價
PRETTY×CATION2在2015年由Getchu.com舉辦的美少女遊戲大賞2015中獲得系統部門第6名。另外在由萌えゲーアワード舉辦的2015年間排名中獲得第47名和2015年4月的月間賞第4名。

## 外部連結
- 官方網站（页面存档备份，存于）（日語）